# USS John Paul Jones (DDG-53)
El USS John Paul Jones (DDG-53), llamado así en honor al almirante John Paul Jones, es el tercer destructor de la clase Arleigh Burke de la Armada de los Estados Unidos.

## Nombre
El nombre del destructor honra a John Paul Jones, almirante de la Armada Continental.

## Construcción
Este destructor, tercero de su clase, fue ordenado el 25 de septiembre de 1987. Su construcción, a cargo del Bath Iron Works (Maine), comenzó con la puesta de la quilla el 8 de agosto de 1990. El casco fue botado el 26 de octubre de 1991 y entró en servicio el 18 de diciembre de 1993.

## Historial de servicio

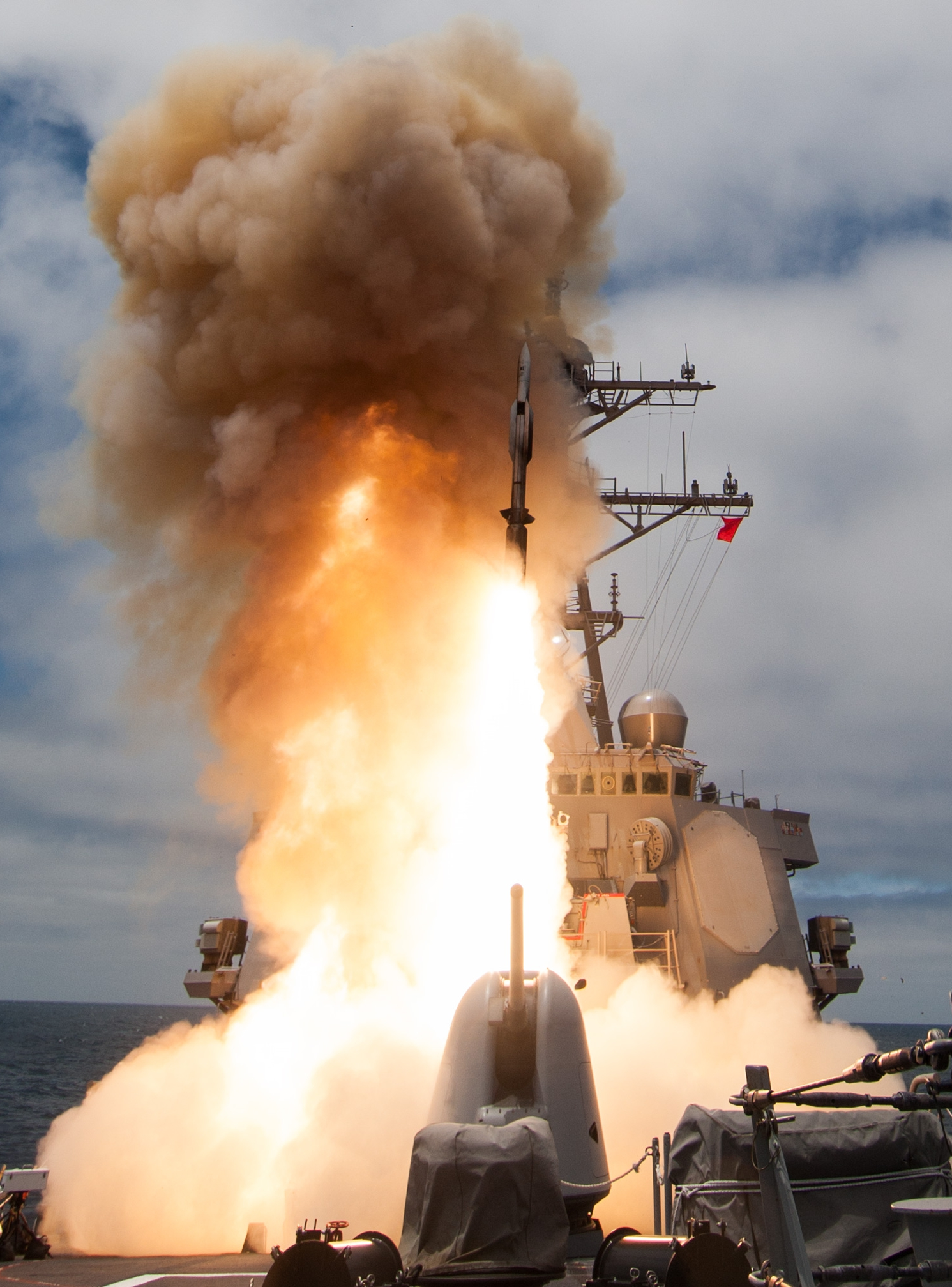
El USS John Paul Jones (DDG-53) disparando un misil RIM-161 2014.

Está asignado en la Flota del Pacífico y su apostadero es la base naval de Pearl Harbor (Hawái).

## En la cultura popular
Este destructor es el protagonista de la película de 2012 Battleship, producida por Hasbro, en la que se enfrenta junto a su hermano el USS Sampson (DDG-102), y el JDS Myōkō de la Fuerza Marítima de Autodefensa de Japón contra una fuerza alienígena superior.
En la vida real se usó al USS Preble (DDG-88), de la misma clase de destructores como set durante las grabaciones.